# عبد الله الحجاري
أبو محمد عبد الله بن إبراهيم الكندي الحجاري (؟ - 854 هـ) ، (؟ - 1188) هو مؤرخ وأديب من الأندلس، يُنسب إلى مدينة وادي الحجارة. عاش في غرناطة وهاجر منها إلى قلعة يحصب، حيث ألّف هناك كتابه المسهب في غرائب المغرب ويقع في ستة مجلدات كبيرة، وهو كتاب تاريخي جغرافي للأندلس حوى تراجم لبعض الشعراء والأدباء وصف الحجاري فيه الأندلس وفضائلها وطولها وعرضها ومدنها وقراها بالتفصيل، بل واتّخذها بنو سعيد كتابه أساسًا لكتابهم المغرب في حلي المغرب. ويوصف هذا الكتاب بأنه كتاب جماعي تبنته أسرة من الأدباء وهواة التأليف.